# Condado de Jones (Iowa)
O Condado de Jones é um dos 99 condados do estado norte-americano de Iowa. A sede do condado é Anamosa, que é também a sua maior cidade. O condado tem uma área de 1494 km² (dos quais 4 km² estão cobertos por água), uma população de 20 221 habitantes, e uma densidade populacional de 14 hab/km² (segundo o censo nacional de 2000). O condado foi fundado em 1837 e recebeu o seu nome em homenagem a George W. Jones (1804–1896), senador pelo Iowa.